# Theila
Theila là một chi bướm đêm thuộc họ Crambidae.

## Species
- Theila distributa (T. P. Lucas, 1898)
- Theila fusconebulalis (Marion, 1954)
- Theila metallosticha (Turner, 1938)
- Theila siennata (Warren, 1896)
- Theila triplaga (Lower, 1903)

## Former species
- Theila plicatalis (Walker, 1866)